# Saga Ludvigsson
Saga Alice Ludvigsson, född 3 februari 2006 i Örby i Marks kommun, är en svensk sångerska.

## Biografi
Ludvigsson slog igenom under den tidiga halvan av 2019, då hon deltog i det årets upplaga av TV-programmet Talang, där hon tog sig hela vägen till finalen.
Hennes första singel, Don't Ever Be the Same, släpptes den 3 januari 2020. Kort därefter utsåg lokaltidningen Markbladet henne till Årets Markbo 2019. Hösten 2020 skrev hon kontrakt med Ninetone Records. Hon släppte under 2021 och 2022 ett antal singlar på detta bolag.
Våren 2023 sökte hon till TV-programmet Idols nittonde säsong i Sverige, där hon via höstens kvalvecka lyckades bli en av deltagarna i topp 12. Efter att ha gått vidare i programmets veckofinaler gick hon och Cimberly Wanyonyi vidare till programmets slutfinal, där hon kom på andra plats.
Hon tävlade i Melodifestivalen 2025 med låten Hate You So Much, som hon skrivit tillsammans med Herman Gardarfve och Lisa Desmond. Ludvigsson gick vidare till finalen genom deltävling fem i Jönköping. I finalen slutade bidraget på tolfte och sista plats.

## TV-medverkan
- 2019 – Talang
- 2023 – Idol
- 2025 – Melodifestivalen
- 2025 - Bingolotto